# Franz von Puttkamer
Franz Olaf Nicolai von Puttkamer (* 29. März 1890 in Posen; † 21. April 1937 in Davos) war ein deutscher Nationalökonom, Journalist und politischer Aktivist. Puttkamer war unter anderem Mitglied der verfassungsgebenden Bayerischen Nationalversammlung (provisorischer Nationalrat) vom November 1918 bis Januar 1919.

## Leben und Beruf
Puttkamer entstammte einem alten Uradelsgeschlecht aus Hinterpommern. Er war der Sohn des Generals Franz Ernst Wilhelm Bernhard von Puttkamer (1851–1930) und seiner Gattin Kathinka von Puttkamer, geb Fritzner (1861–1936). Nach dem Besuch des Gymnasiums studierte er Nationalökonomie in Berlin, München und Freiburg. Am Ersten Weltkrieg nahm Puttkamer als Unteroffizier in der bayerischen Armee teil. 1917 wurde er schwer verletzt.
1918 ging Puttkamer als Nationalökonom nach München. Anlässlich der auf die Niederlage des Deutschen Reiches im Ersten Weltkrieg folgenden Novemberrevolution von 1918 wurde Puttkamer Mitglied des Münchner Soldatenrats. Als bürgerlicher Demokrat wurde er vom Münchner Soldatenrat in den Bayerischen Soldatenrat gewählt. Als Mitglied des bayerischen Soldatenrates gehörte er von November 1918 bis Januar 1919 dem provisorischen Nationalrat des Freistaates Bayern an. Sowohl im Bayrischen Soldatenrat als auch im Nationalrat zählte Puttkamer zur demokratischen Fraktion. Während dieser Zeit arbeitete er mit Klingelhöfer und Ernst Toller zusammen.
1919 stand Puttkamer in Verbindung zur Thule-Gesellschaft und beteiligte sich an der Organisation der Weißen Garden. Während der Zeit der Kommunistenherrschaft in München während der bayerischen Räterepublik floh er nach Bamberg.
Um 1919 wurde Puttkamer Redakteur bei der Sozialdemokratischen Korrespondenz in Berlin sowie bei der Volksstimme in Frankfurt am Main.
Puttkamer arbeitete seit Sommer 1922 als Korrespondent für den Berliner Börsen-Courier, für die Korrespondenz Deutsche Nachrichtenagentur (Dena) und dann für den Vorwärts.

## Betätigung als Spitzel in München 1922/1923 und Verwicklung in die Affäre „Baur“
1922 kehrte Puttkamer nach München zurück, wo er sich als Journalist sowie als Spitzel für die sozialdemokratische Presse und die republikanische Polizei betätigte. Er forschte bis 1923 die völkische Bewegung in München aus, indem er sich in ihre Organisationen einschleuste und sich als Sympathisant des Gedankengutes und der Ziele der radikalen Rechten ausgab.
Zum Jahreswechsel 1922/1923 verkehrte Puttkamer in Kreisen der frühen NSDAP sowie der Münchener Roßbachgruppe und des Blücher-Bundes. Insbesondere zu dem aus Wismar stammenden Studenten Karl Baur (1901–1923), einem wilden völkischen Aktivisten, den er in der 20. Münchener SA-Hundertschaft kennen lernte, trat Puttkamer im Frühjahr 1923 in enge Fühlung. Als Baur ihm von Attentatsplänen auf den ehemaligen Reichskanzler Philipp Scheidemann berichtete, die er (Baur) hegte, bestärkte Puttkamer ihn in diesen Plänen. Puttkamer wurde hierzu von der Absicht bewogen, Baur so lange wie möglich gewähren zu lassen, um so möglichst viel über die Geldgeber und Hintermänner rechtsradikaler Gewalttaten zu erfahren. Um das Risiko für Scheidemanns Leben auszuschließen, warnte Puttkamer diesen Mitte Januar 1923 persönlich und avisierte das Zentralparteibüro in Berlin und die Dienststelle des Reichskommissars zur Überwachung der öffentlichen Ordnung (dem Äquivalent der Weimarer Republik zum Verfassungsschutz der Gegenwart) durch einen SPD-Abgeordneten über Baurs Absichten.
Nachdem Karl Baur im Februar 1923 ermordet worden und seine Leiche im März 1923 in der Isar entdeckt worden war, wurde Puttkamer aufgrund des Verdachtes einer Involvierung in die Ermordung Baurs von der Münchener Polizei in Untersuchungshaft genommen. Auch Puttkamers Bruder und dessen Freundin wurden in Untersuchungshaft genommen.
Obwohl die Ermittlungen der Polizei schließlich ergaben, dass Baur von seinen eigenen Gesinnungsfreunden umgebracht worden war, da diese zu der Auffassung gelangt waren, dass Baur ein „Schädling“ sei, der die völkische Bewegung für seinen eigenen Vorteil missbrauche und ihr durch sein lautes Auftreten Schaden zufüge, wurde Puttkamer vergleichsweise lange in Haft gehalten. Claudia Hoffmann, die die einschlägigen Polizeiakten ausgewertet hat, gelangte in ihrer Studie zu den Fememorden in Bayern in den 1920er Jahren zu dem Ergebnis, dass die Münchener Polizeidirektion 1923 unzweideutig mit der radikalen Rechten sympathisierte und deshalb Puttkamer seine Spitzeltätigkeit zugunsten des bestehenden republikanischen Staates (dem die Polizei offiziell diente) verübelte: In dem von Hoffmann eruierten zeitgenössischen Polizeibericht wird vielsagend festgehalten, dass kein Beweis einer Mitschuld der Brüder von Puttkamer an Baurs Tod erbracht werden könne, dass es jedoch „einwandfrei“ feststehe, dass Puttkamer sich als „Spitzel in nationale Kreise eingeschlichen“ habe und er anschließend auf Basis der dort von ihm in Erfahrung gebrachten Informationen „Spitzelberichte“ verfasst habe, die er der sozialdemokratischen Zeitung Münchener Post sowie norddeutschen Regierungsstellen zur Verfügung gestellt habe.
Führende Repräsentanten der Staatsgewalt in München versuchten Puttkamer im Zusammenhang mit dem Tod Baurs zu belasten, indem sie die These aufstellten, dass Baur offensichtlich deshalb ermordet worden sei, weil er mit Puttkamer in Kontakt gestanden habe, so dass Baur aufgrund seiner Beziehung zu Puttkamer eine Gefahr für den Blücherbund dargestellt habe. Dieser Versuch eine Mitschuld Puttkamers bei Baurs Tod zu konstruieren scheiterte schließlich, da die Zeugenaussagen diese Sichtweise nicht untermauerten.
Die Münchener Post sah eine Stimmungsmache der Polizei gegen Puttkamer durch ihre Öffentlichkeitsarbeit am Werk, indem diese ihn in ihren Presseerklärungen als fragwürdige Person hinstellte, was von den bürgerlichen Zeitungen aufgegriffen wurde. Dieser Tendenz versuchte sie entgegenzuwirken. Insbesondere kritisierte die sozialdemokratische Zeitung, dass Puttkamer trotz des Fehlens von Beweisen ungerechtfertigt lange in Haft behalten wurde und rügte insbesondere die Tendenz der Polizei, die Veröffentlichungen von internen Informationen rechtsstehender Verbände als ungesetzlich zu charakterisieren. Letztlich warf die Post der Polizei vor, Puttkamer nur deshalb verhaftet zu haben, weil er ein „sehr intimer Kenner des Netzes von Rechtsverschwörungen“ sei, was sie als einen Schlag gegen die journalistische Freiheit wertete.
Wenige Wochen nach seiner Freilassung wurde Puttkamer aufgrund eines neuen Haftbefehls vom 10. April 1923 erneut in Haft genommen. Diesmal wurde als Inhaftierungsgrund geltend gemacht, dass er sich dadurch, dass er Baur im Januar in seiner Absicht, Scheidemann zu ermorden, bestärkt habe, der Aufforderung zum Mord sowie nachgeordneter kleinere Delikte schuldig gemacht habe.
In der Verhandlung vor dem Münchener Volksgericht am 26. Juli 1923 wurde Puttkamer vom Gericht wegen „Aufforderung zum Mord in Tateinheit mit einem Vergehen der Aufforderung zu einer Gewalttätigkeit“ zu einer Gefängnisstrafe von acht Monaten verurteilt. Die sechswöchige Untersuchungshaft wurde ihm angerechnet. Außerdem wurde ihm eine Geldstrafe von 500.000 RM auferlegt. Das Gericht führte zu Puttkamers Gunsten die Benachrichtigungsversuche an Scheidemann an, die er seinerzeit vorgenommen hatte, lastete ihm aber zugleich an, dass Scheidemann sich zur kritischen Zeit im Januar 1923 in Augsburg befunden hatte, während die Warnungen nur nach Kassel weitergegeben wurden. Auch wurde ihm vorgeworfen, dass die von ihm eingeleiteten Sicherungsmaßnahmen nicht ausreichend gewesen seien, da er beispielsweise nie ein Foto Baurs an den Reichskommissar zur Überwachung der öffentlichen Ordnung geschickt habe, dass es Personenschützern und Ermittlern ermöglicht hätte, Baur zu identifizieren, wenn er versucht hätte sich Scheidemann zu nähern. Das Fazit des Gerichtes lautete, dass sich Puttkamer seinerzeit mit Sicherheit bewusst gewesen sei, dass seine Tätigkeit eine ernsthafte Gefährdung für Scheidemann bedeutete. Daher, so das Gericht könne er sich nicht darauf berufen, dass Attentat nur zum Schein unterstützt zu haben.
Wie Hoffmann bei der Auswertung der Polizeiakten feststellte, lag auch diesen Ermittlungen gegen Puttkamer eine durch die politische Einstellung der Münchener Polizei motivierte Voreingenommenheit derselben gegen Puttkamer wegen dessen gegen die politische Rechte gerichteten Tätigkeit zugrunde. So konnte sie den Akten entnehmen, dass die Münchener Polizei im Falle des Freikorpsführers Gerhard Roßbach – gegen den ebenfalls stark belastende Hinweise hinsichtlich einer Mitwisserschaft Roßbachs von Baurs Attentatsplänen vorlagen – sehr viel weniger gründliche Ermittlungen anstellte als im Falle von Puttkamer, um die Frage zu klären, inwieweit er von Baurs Attentatsplänen Kenntnis gehabt hatte.

## Späteres Leben
Kurz nach seiner Haftentlassung meldete Puttkamer sich im April 1924 von München nach Berlin ab.
Als Gegner des Nationalsozialismus ging Puttkamer 1933 in die Emigration. Als Emigrant lebte er in Ungarn, Frankreich und Spanien. 1937 starb er an einer schweren Tuberkuloseerkrankung.